# Francis Eustace Baker
Francis Eustace Baker, né en 1933 et mort le 16 décembre 2023, est un homme politique britannique, Gouverneur de Sainte-Hélène, Ascension et Tristan da Cunha de 1984 à 1988.